# 魏登汉
魏登汉是德国莱茵兰-普法尔茨州的一个市镇。总面积3.23平方公里，总人口530人，其中男性261人，女性269人（2011年12月31日），人口密度164人/平方公里。